# التسلسل الخالي من المحاذاة
في المعلوماتية الحيوية، طرق تحليل التسلسلات الخالية من المحاذاة إلى تسلسلات جزيئية وبيانات مهيكلة تقدم بدائل عن طرق التسلسلات التي تعتمد على المحاذاة
الانبثاق والحاجة لتحليل أنواع مختلفة من البيانات تولدت عن طريق البحوث الحيوية، قدمت نهوضا في مجال المعلومات الحيوية. التسلسلات الجزيئية والبيانات المهيكلة حمض نووي ريبوزي منقوص الأكسجين، حمض نووي ريبوزي، وبروتين، جوانب تعبير جيني أو بيانات المصفوفة الدقيقة للاحماض النووية، مسار أيضي (الايض الاستقلابي) هي بعض الانواع الاساسية للبيانات التي تم تحليلها في المعلومات الحيوية. فيما بينهم، بيانات التسلسلات تزيد بمعدل متسارع وذلك يعود إلى ظهور الجيل التالي من تقنيات التسلسل. منذ نشأة المعلومات الحيوية، ظل تحليل التسلسلات مجال البحث الرئيسي مع تطبيقات واسعة المدى في تحليل قواعد البيانات، التعليقات التوضيحية للجينوم، علم الجينوم المقارن، نسالة جزيئية (علم الوراثة الجزيئي), تنبؤ بالمورثات الجيني. الطرق الرائدة لتحليل التسلسلات تعتمد على تسلسلات المحاذاة سواء كانت عالمية أو محلية، زوجية أو متعددة. الطرق التي تعتمد على المحاذاة تقدم نتائج ممتازه بشكل عام عندما تكون التسلسلات قيد الدراسة وثيقة الصلة ويمكن محاذاتها بشكل موثوق، ولكن عندما تكون التسلسلات متباينة، لن نتمكن من الحصول على محاذاة موثوقة وبالتالي تطبيقات تسلسلات المحاذاة تكون محدودة. سلبية أخرى للتسلسلات التي تعتمد على المحاذاة هي تعقيقداتها الحسابية واستهلاكها للوقت وبالتالي يقل استخدامها عند التعامل مع بيانات تسلسل واسعة النطاق. نتج عن ظهور الجيل التالي من تقنيات التسلسل توليد بيانات تسلسلات ضخمة. حجم هذه البيانات يفرض تحديات على خوارزميات التسلسلات التي تعتمد على المحاذاة من خلال تجميعها، توضيحها (بوضع ملاحظات), مقارنتها مع دراسات مشابهه.

## طرق خالية من المحاذاة
يمكن تصنيف الطرق الخالية من المحاذاة على نطاق واسع إلى خمس فئات: أ) طرق تعتمد على تردد، ب) طرق تعتمد على طول السلاسل الفرعية الشائعة، ج) طرق تعتمد على عدد مطابقات الكلمات (المباعدة)، د) طرق تعتمد على المحاذاة الدقيقة، هـ) طرق تستند إلى نظرية المعلومات و) طرق تعتمد على التمثيل البياني. تم استخدام مناهج خالية من المحاذاة في عمليات البحث عن التشابه المتسلسل  ، تجميع وتصنيف التسلسلات، ومؤخرًا في علم الوراثة النمائي.